# Aetoxylon
Aetoxylon, monotipski biljni rod iz porodice vrebinovki, dio reda Malvales. Jedina vrsta je do 40 metara visoko drvo A. sympetalum, koje kao endem raste jedino na otoku Borneo.
Od drveta se dobiva esencijalno ulje jantarne boje, koje se često prodaje pod imenom Agarwood Oil.